# Liste des îles de la rivière Saint-Maurice
Pour les articles homonymes, voir Saint-Maurice.
Le réservoir Gouin est le principal bassin de tête de la rivière Saint-Maurice. La rivière parcourt 560 kilomètres dans le sens nord-sud et présente une dénivellation totale d'environ 405 mètres, pour finalement rejoindre le fleuve Saint-Laurent à Trois-Rivières, au Québec, au Canada.
Entre le barrage Gouin (en Haute-Mauricie) et Trois-Rivières, plus de 150 îles (et îlots) sur la rivière Saint-Maurice ont été répertoriés. Les barrages hydroélectriques qui ont été érigés sur la rivière, ont créé ou fait disparaître de nombreuses îles ou îlots. En outre, certaines îles (ou îlots) peuvent être créés ou être englouties selon le niveau de l'eau de la rivière. Dans l'histoire, plusieurs îles constituaient des haltes pour les voyageurs ou des points de repères en naviguant sur la rivière.
Cette liste présente les principales îles (et îlots) de cette rivière à partir d’en haut, incluant celles qui sont non identifiés.

## Territoire de La Tuque

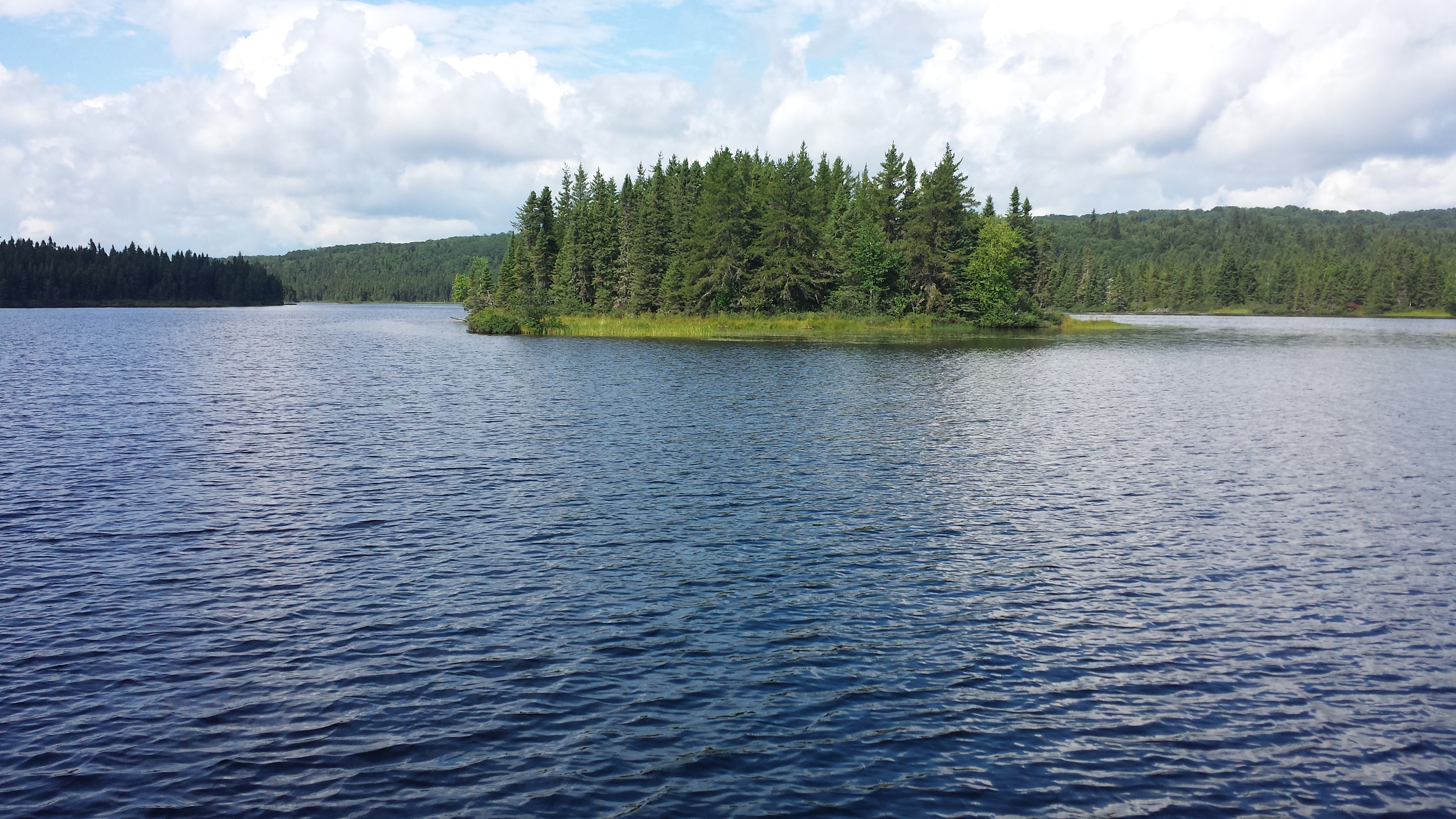
Île sauvage non identifiée sur le Réservoir Blanc.

| Statut  | Toponyme       | localisation géographique | Notes |
| ------- | -------------- | ------------------------- | ----- |
| 2 îlots | non identifiés |                           |       |

| Statut | Toponyme       | localisation géographique | Notes |
| ------ | -------------- | ------------------------- | ----- |
| île    | non identifiée |                           |       |

| Statut  | Toponyme       | localisation géographique | Notes |
| ------- | -------------- | ------------------------- | ----- |
| 6 îlots | non identifiés |                           |       |

| Statut  | Toponyme       | localisation géographique | Notes |
| ------- | -------------- | ------------------------- | ----- |
| 4 îlots | non identifiés |                           |       |

| Statut  | Toponyme       | localisation géographique | Notes                                                  |
| ------- | -------------- | ------------------------- | ------------------------------------------------------ |
| 3 îlots | non identifiés |                           |                                                        |
| île     | non identifiée |                           | De forme allongée                                      |
| îlot    | non identifié  |                           | Situé en aval de l'embouchure du "ruisseau du Marteau" |
| 2 îlots | non identifiés |                           | Situés en face de l'embouchure du "ruisseau Matroul"   |

| Statut                                  | Toponyme        | localisation géographique | Notes                                                                               |
| --------------------------------------- | --------------- | ------------------------- | ----------------------------------------------------------------------------------- |
| île                                     | non identifiée  |                           |                                                                                     |
| 2 îles                                  | non identifiées |                           | Situées à la limite des cantons de Bourassa et de Tarte                             |
| 3 îles                                  | non identifiées |                           | Situées dans le canton de Tarte                                                     |
| 3 îles                                  | non identifiées |                           | De forme allongée                                                                   |
| île et 2 îlots                          | non identifiés  |                           |                                                                                     |
| 2 îles                                  | non identifiées |                           | De forme allongée                                                                   |
| 2 îlots                                 | non identifiés  |                           | Situés en face à l'embouchure de la rivière Jolie                                   |
| île                                     | non identifiée  |                           | Situées en face à l'embouchure de la rivière Najoua                                 |
| Archipel comportant une île et 24 îlots | non identifié   |                           | Situé dans le canton de Hamel, en aval de l'embouchure du ruisseau Daillute         |
| île                                     | non identifiée  |                           | Grande île située en amont de l'embouchure du ruisseau Bellevue                     |
| 9 îles et îlots                         | non identifiés  |                           |                                                                                     |
| îles et 7 îlots                         | non identifiés  |                           | Situés en face de Wemotaci et face à l'embouchure de la rivière Manouane (La Tuque) |
| 9 îlots                                 | non identifiés  |                           | Situés entre le barrage de la Chute-Allard et le pont de Wemotaci                   |

| Statut         | Toponyme        | localisation géographique | Notes                                                        |
| -------------- | --------------- | ------------------------- | ------------------------------------------------------------ |
| île            | non identifiée  |                           |                                                              |
| Plusieurs îles | non identifiées |                           |                                                              |
| île            | non identifiée  |                           |                                                              |
| 3 îles         | non identifiés  |                           | Situées en aval de l'embouchure de la Petite rivière Flamand |
| 2 îles         | non identifiées |                           | Situées en haut du barrage de la Centrale Rapides-des-Cœurs  |

| Statut          | Toponyme        | localisation géographique      | Notes                                                                                                |
| --------------- | --------------- | ------------------------------ | --- |
| 2 îles          | non identifiées |                                | Située en face de l'embouchure de la rivière Windigo                                                 |
| île             | non identifiée  |                                | Dans le réservoir Blanc                                                                              |
| Quelques îles   | non identifiées |                                | Situées en face de l'embouchure de la rivière Coucoucache, dans le réservoir Blanc                   |
| île             | Île Ronde       | -73.18694 Ouest; 47.77083 Nord | En forme de melon, située en face de l'embouchure du Ruisseau des sauvages, dans le réservoir Blanc  |
| île             | Île Smith       | -73.18111 Ouest; 47.76722 Nord | Située au sud de l'île Ronde, face de l'embouchure du Ruisseau des sauvages, dans le réservoir Blanc |
| 3 îles          | non identifiées |                                | Situées en face de l'embouchure de la rivière Pierriche, dans le réservoir Blanc                     |
| île             | Île Verte       | -73.12833 Ouest; 47.82639 Nord | Dans le réservoir Blanc                                                                              |
| île             | Île à l'Orignal | -73.11667 Ouest; 47.83139 Nord | En forme de melon, dans le réservoir Blanc                                                           |
| îles            | Île de Roch     |                                | Dans le réservoir Blanc                                                                              |
| Quelques îles   | non identifiées |                                | Dans le réservoir Blanc                                                                              |
| Plusieurs îles  | non identifiées |                                | Situées dans les environs de l'embouchure de la Petite rivière Pierriche, dans le réservoir Blanc    |
| Plusieurs îlots | non identifiés  |                                | Situés dans les environs de l'embouchure du "ruisseau de la Cache", dans le réservoir Blanc          |
| Plusieurs îlots | non identifiés  |                                | Situés dans les environs de l'embouchure du ruisseau Cadieux, dans le réservoir Blanc                |

| Statut  | Toponyme       | localisation géographique | Notes |
| ------- | -------------- | ------------------------- | ----- |
| 2 îlots | non identifiés |                           |       |

| Statut | Toponyme       | localisation géographique | Notes |
| ------ | -------------- | ------------------------- | ----- |
| Île    | non identifiée |                           |       |

| Statut   | Toponyme       | localisation géographique | Notes                                          |
| -------- | -------------- | ------------------------- | ---------------------------------------------- |
| Île      | non identifiée |                           | Île située à l'embouchure de la Rivière Croche |
| Archipel | non identifié  |                           | Archipel sur le réservoir de La Tuque          |
| Île      | Île de l'Ouest |                           |                                                |

| Statut | Toponyme        | localisation géographique      | Notes                                                                                         |
| ------ | --------------- | ------------------------------ | --------------------------------------------------------------------------------------------- |
| Îlot   | non identifié   |                                | Îlot connexe (côté nord) à l'île Gilbert                                                      |
| Île    | Île Gilbert     | -72.80278 Ouest; 47.42222 Nord | Située en face à l'Aéroport de La Tuque (terrestre)                                           |
| Île    | La Longue Île   | -72.80111 Ouest; 47.38111 Nord | Située en amont du "ruisseau en Cœur". L'île porte bien son nom à cause de sa forme allongée. |
| Îlot   | non identifié   |                                |                                                                                               |
| Île    | non identifiée  |                                | Situé en amont de Carignan (hameau)                                                           |
| Îlot   | non identifié   |                                | Situé en face de la Pointe à Madeleine, en aval de Carignan (hameau)                          |
| Îlot   | non identifié   |                                |                                                                                               |
| Îlot   | non identifié   |                                |                                                                                               |
| 3 îles | non identifiés  |                                | Situées en amont de l'embouchure de la Rivière Grosbois et de Barrière (hameau)               |
| Île    | Île aux Pierres | -72,9164°Ouest; 47,10494°Nord  | Située en amont de Grand-Anse (hameau)                                                        |
| Île    | Île aux Noix    | -72.92333 Ouest; 47.09083 Nord | Située en face de Grand-Anse (hameau), dans la municipalité de Trois-Rives                    |

## Territoire de MRC de Mékinac
| Statut         | Toponyme                              | localisation géographique      | Notes |
| -------------- | ------------------------------------- | ------------------------------ | --- |
| Îlot           | non identifié                         |                                | Situé en face de Olschamps (hameau) |
| Île et 2 îlots | Île Matawin et 2 îlots non identifiés | 72,93149°Ouest; 46,91718°Nord  | Situés en amont de l'embouchure de la rivière Matawin |
| Île            | Île des Cinq                          | -72.91361 Ouest; 46.87278 Nord | Située en face de l'embouchure du "ruisseau des Cinq" (côté ouest de la rivière) et à 3,5 en aval de l'embouchure de la rivière Matawin. Selon les écrits de l'abbé Napoléon Caron, dans son ouvrage "Deux voyages sur le St-Maurice 1887-88", ce toponyme évoque les cinq autochtones qui y sont décédés et y sont inhumés. |
| Île            | non identifiée                        |                                | Située à 200 m en aval de l'Île des Cinq. |
| Île            | non identifiée                        |                                | Située à 1,2 km en amont des Rapides Manigonce |
| Île            | non identifiée                        |                                | |
| Île            | Île Mékinac                           | -72.77694 Ouest; 46.85 Nord    | Située face à l'embouchure de la rivière Mékinac, dans la municipalité de Saint-Roch-de-Mékinac |

## Territoire de Shawinigan
| Statut           | Toponyme                                                              | localisation géographique      | Notes                                                                                   |
| ---------------- | --------------------------------------------------------------------- | ------------------------------ | --------------------------------------------------------------------------------------- |
| Îles             | Îles-aux-Bouleaux                                                     | -72.77139 Ouest; 46.82944 Nord | Île de forme effilochée, en face de la station de pompage de Saint-Roch-de-Mékinac      |
| 7 îles et îlots  | non identifiés                                                        |                                | Situés en amont du village de Saint-Roch-de-Mékinac et en aval de l'Île-aux-Bouleaux    |
| 1 île et 2 îlots | Île du Nord et îlots non identifiés                                   |                                | Île de forme effilochée, face au village de Saint-Roch-de-Mékinac                       |
| 1 île et 1 îlot  | Île aux Pins (désigné jadis "Île-aux-Bouleaux") et îlot non identifié | -72.78139 Ouest; 46.80194 Nord | Île de forme effilochée, face au village de Saint-Roch-de-Mékinac                       |
| 2 îlots          | non identifiés                                                        |                                | Situés près de la rive ouest, en aval de Saint-Jean-des-Piles                           |
| Île              | Île des Piles                                                         | -72.68611 Ouest; 46.63889 Nord | Située en amont de la route 155 dans le secteur Saint-Georges de la ville de Shawinigan |

| Statut  | Toponyme              | localisation géographique      | Notes                                                                      |
| ------- | --------------------- | ------------------------------ | -------------------------------------------------------------------------- |
| 3 îlots | non identifiés        |                                | Situés au pied du barrage de Grand-Mère                                    |
| 2 îlots | non identifiés        |                                |                                                                            |
| 1 île   | Île des Hêtres        | -72.7 Ouest; 46.57389 Nord     | Située dans le secteur Lac-à-la-Tortue de la ville de Shawinigan           |
| 1 île   | Île Anselme-Fay       | -72.7075 Ouest; 46.57333 Nord  | Située dans le secteur Lac-à-la-Tortue de la ville de Shawinigan           |
| 3 îles  | non identifiés        |                                |                                                                            |
| Île     | Île Marchesseault     |                                |                                                                            |
| Île     | Île Frigon            | -72.72805 Ouest; 46.54833 Nord | Située dans le secteur Shawinigan-Sud de la ville de Shawinigan            |
| Île     | Île Chapdelaine       | -72.74333 Ouest; 46.53444 Nord | Situé face à la Basse-Ville de Shawinigan                                  |
| Île     | Île Banane            | -72.74834 Ouest; 46.53416 Nord | Située face à la Basse-Ville de Shawinigan et d'Almaville (Shawinigan-Sud) |
| Île     | Île Melville (Québec) | -72.75806 Ouest; 46.53333 Nord | Située face à la Basse-Ville de Shawinigan et d'Almaville (Shawinigan-Sud) |

| Statut  | Toponyme       | localisation géographique | Notes                                                        |
| ------- | -------------- | ------------------------- | ------------------------------------------------------------ |
| 7 îlots | non identifiés |                           | Situés au pied du barrage de Shawinigan                      |
| 2 îlots | non identifiés |                           | Situés face à la Baie Moisette-Olie (secteur Shawinigan-Sud) |

## Territoire de Trois-Rivières
| Statut | Toponyme         | localisation géographique      | Notes                                               |
| ------ | ---------------- | ------------------------------ | --------------------------------------------------- |
| Île    | Île aux Tourtres | -72.77611 Ouest; 46.49222 Nord | Située dans le territoire de Saint-Étienne-des-Grès |

| Statut  | Toponyme                   | localisation géographique      | Notes |
| ------- | -------------------------- | ------------------------------ | --- |
| 3 îlots | non identifiés             |                                | Situées à l'embouchure de la rivière Saint-Maurice, entre le Vieux-Trois-Rivières et le secteur Cap-de-la-Madeleine |
| Île     | Île Orden                  |                                | Située à l'embouchure de la rivière Saint-Maurice, entre le Vieux-Trois-Rivières et le secteur Cap-de-la-Madeleine  |
| Île     | Île Saint-Christophe       | -72.53611 Ouest; 46.36111 Nord | Située à l'embouchure de la rivière Saint-Maurice, entre le Vieux-Trois-Rivières et le secteur Cap-de-la-Madeleine  |
| Île     | Île Saint-Quentin          | -72.5275 Ouest; 46.3525 Nord   | Située à l'embouchure de la rivière Saint-Maurice, entre le Vieux-Trois-Rivières et le secteur Cap-de-la-Madeleine  |
| Île     | Île de Blonville           | -72.52416 Ouest; 46.355 Nord   | Située à l'embouchure de la rivière Saint-Maurice, entre le Vieux-Trois-Rivières et le secteur Cap-de-la-Madeleine  |
| Île     | Île La Poterie (île Caron) | -72.51778 Ouest; 46.35778 Nord | Située à l'embouchure de la rivière Saint-Maurice, entre le Vieux-Trois-Rivières et le secteur Cap-de-la-Madeleine  |